# Rabdentse
Rabdentse volt a Szikkim királyság fővárosa több mint száz éven keresztül (1670-1793), egy rövid időszakot kivéve (Tenzing Namgyal chogyal tette fővárossá). Itt koronázták meg 1642-ben Phunstok Namgyal-t, Szikkim első uralkodóját /chogyal/. A 18. században a nepáliak ismétlődő támadásai miatt Tshudpud Namgyal chogyal 1793-ban áthelyezte a fővárost Tumlongba, Szikkim északi részébe.